# نیکفورس گرگوراس
نیکفورس گرگوراس (Νικηφόρος Γρηγορᾶς؛ ۱ ژانویهٔ ۱۲۹۵ – ۱ ژانویهٔ ۱۳۶۰) ستاره‌شناس، تاریخ‌نگار، نویسنده، و ستاره‌بین اهل امپراتوری روم شرقی بود که کتاب تاریخ بیزانس اثر اوست.